# Oscinella lucidifrons
Oscinella lucidifrons är en tvåvingeart som beskrevs av Becker 1911. Oscinella lucidifrons ingår i släktet Oscinella och familjen fritflugor. Inga underarter finns listade i Catalogue of Life.